# Villa de Mlle Bachelard, par Tony Garnier
Ne pas confondre avec la Villa particulière de Tony Garnier située au no 1 de la rue de la Mignonne, ni la Villa de madame Garnier, son épouse située au no 5 de la rue.
La Villa de Mlle Bachelard est située au 7 rue de la Mignonne, quartier de Saint-Rambert-l'Île-Barbe à Lyon, en France. Cette villa est une concrétisation d'éléments de la Cité industrielle imaginée par Tony Garnier.

## Histoire
Tony Garnier avait déjà réalisé deux villas dans le quartier, la première construction pour lui-même, la seconde étant une villa pour sa femme. Cette troisième villa fut construite de 1917 à 1924 pour Mlle Antoinette Bachelard, amie de Tony Garnier. L'ensemble des trois villas est parfois qualifié de « villas à la romaine ».

Achats de parcelles par Mlle Antoinette Bachelard
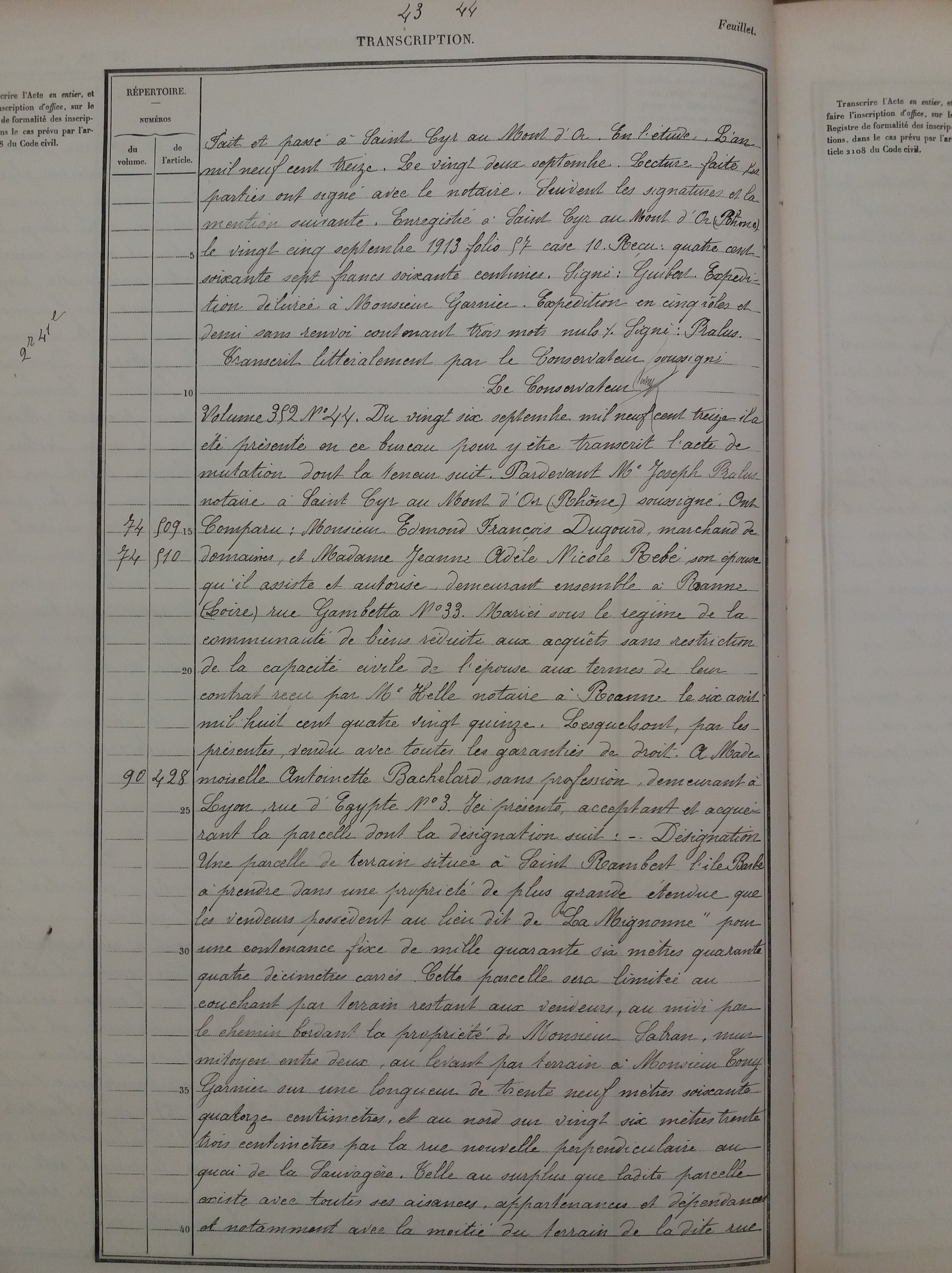
Achat d'un terrain le 26 novembre 1913 (1 046 m2)
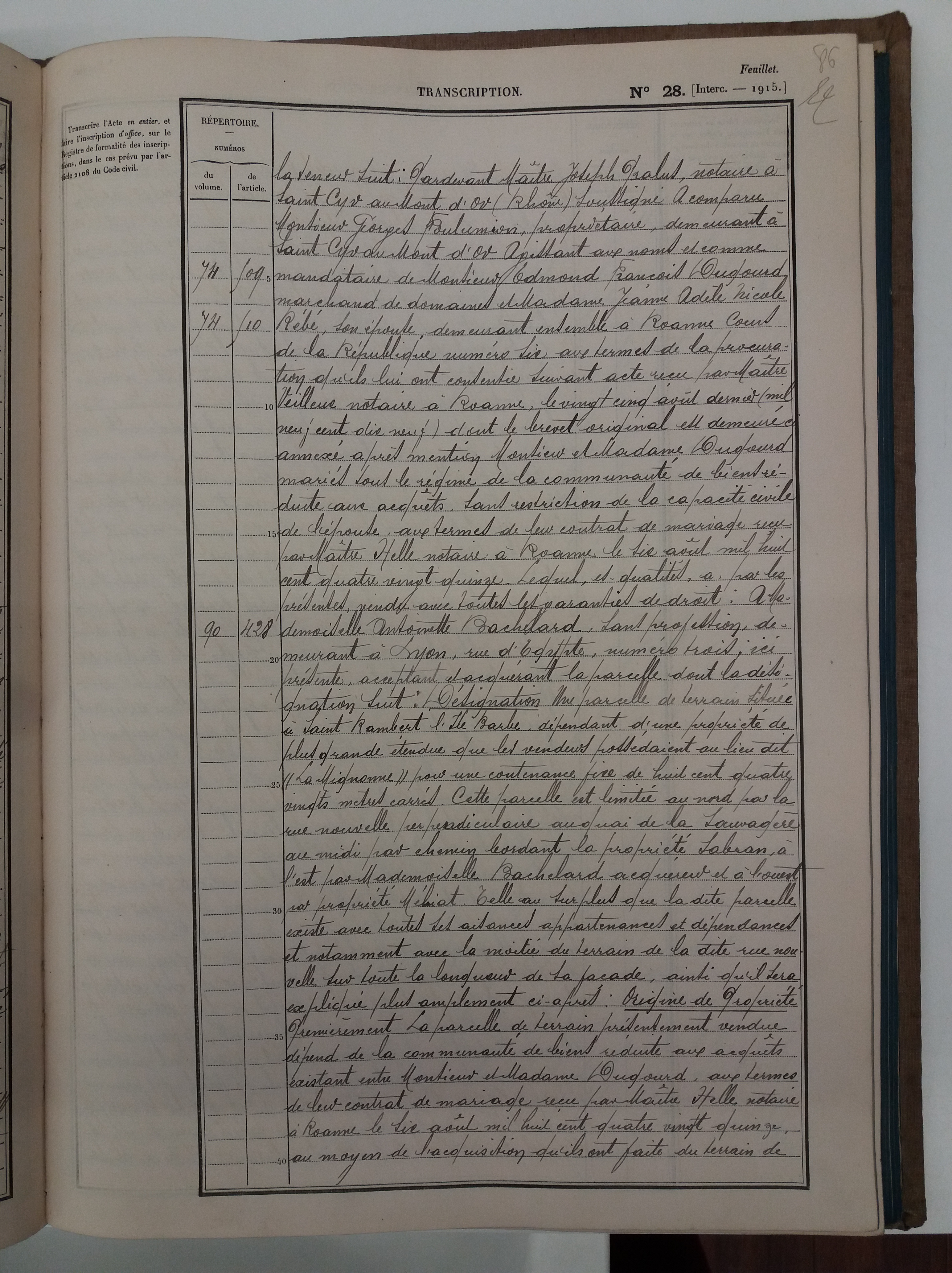
Achat d'un terrain attenant le 5 septembre 1919 (880 m2)

### Protection
Ce monument fait l’objet d’une inscription au titre des monuments historiques depuis le 29 avril 1991, et bénéficie du label « Patrimoine du XXe siècle » depuis le 10 mars 2003.

## Description
Ci-dessous quelques vues parmi les images disponibles sur Commons.

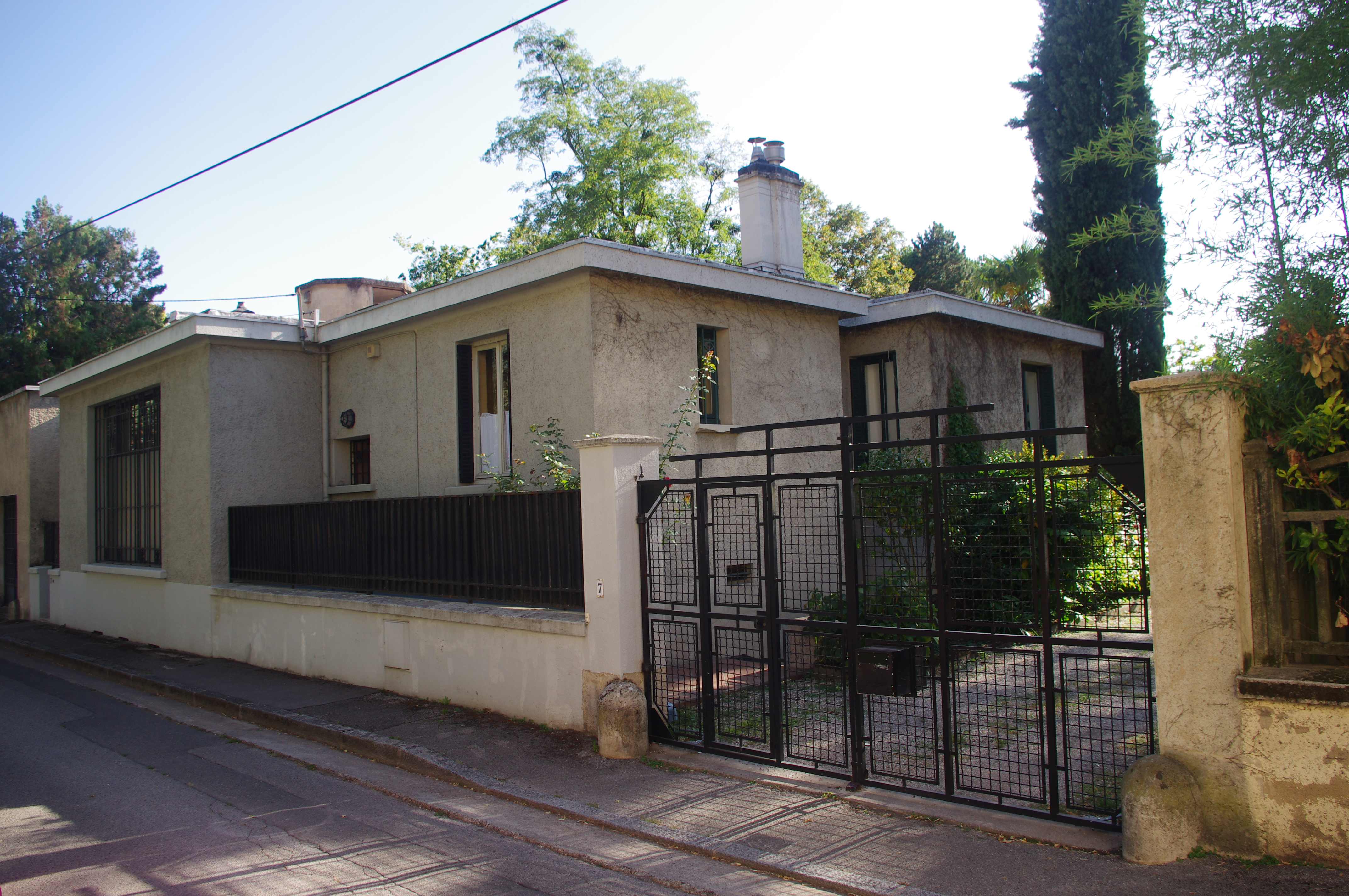
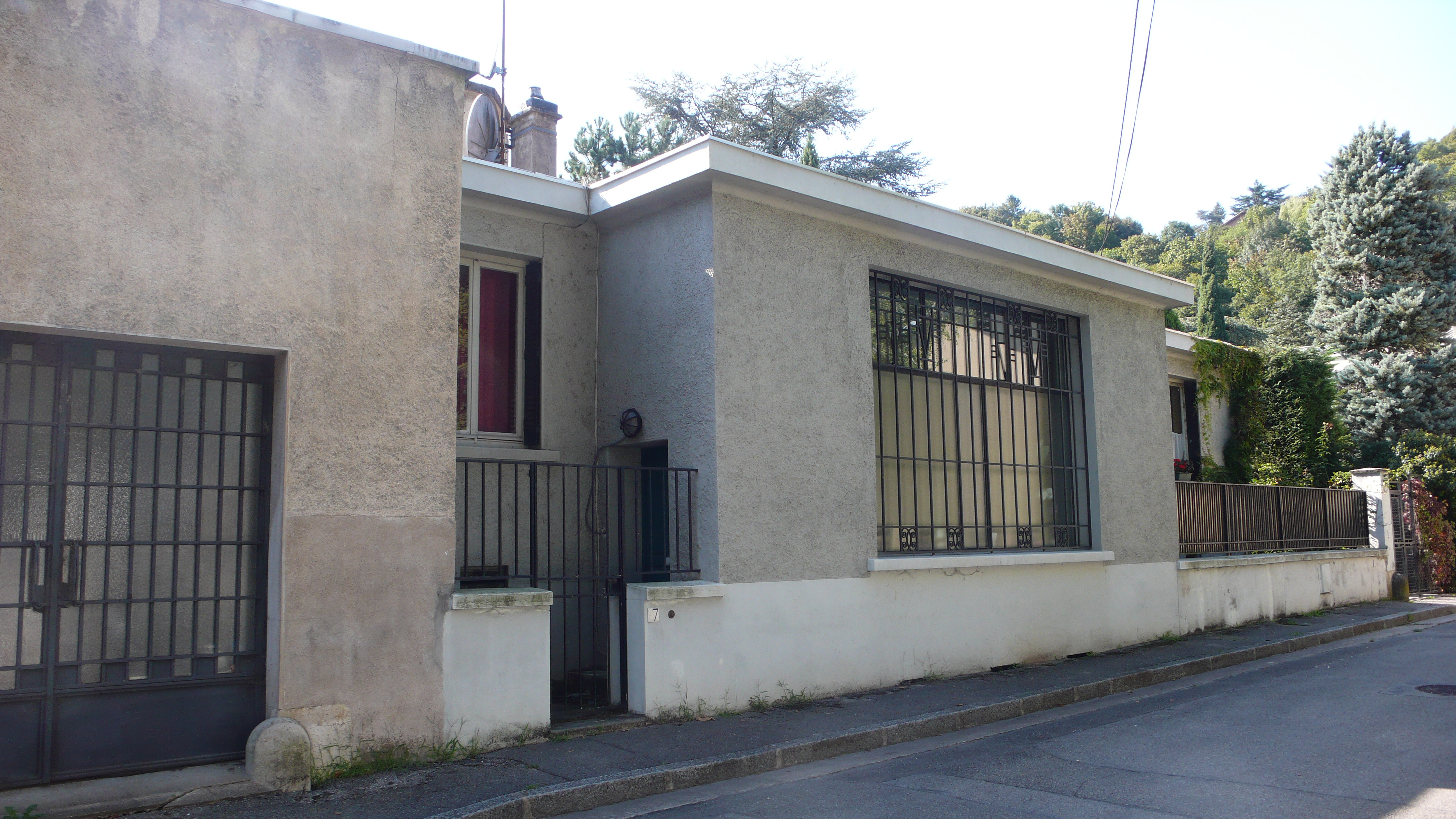
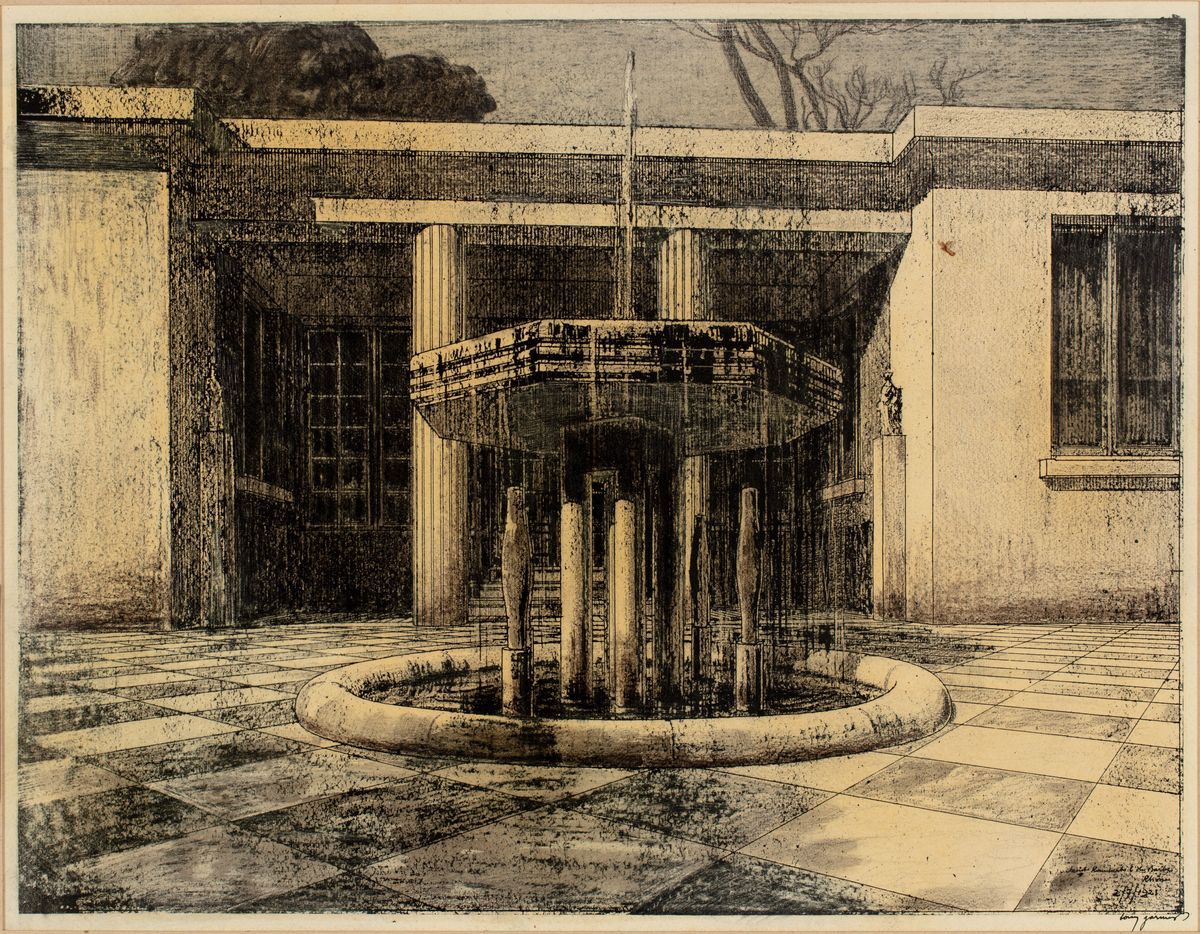
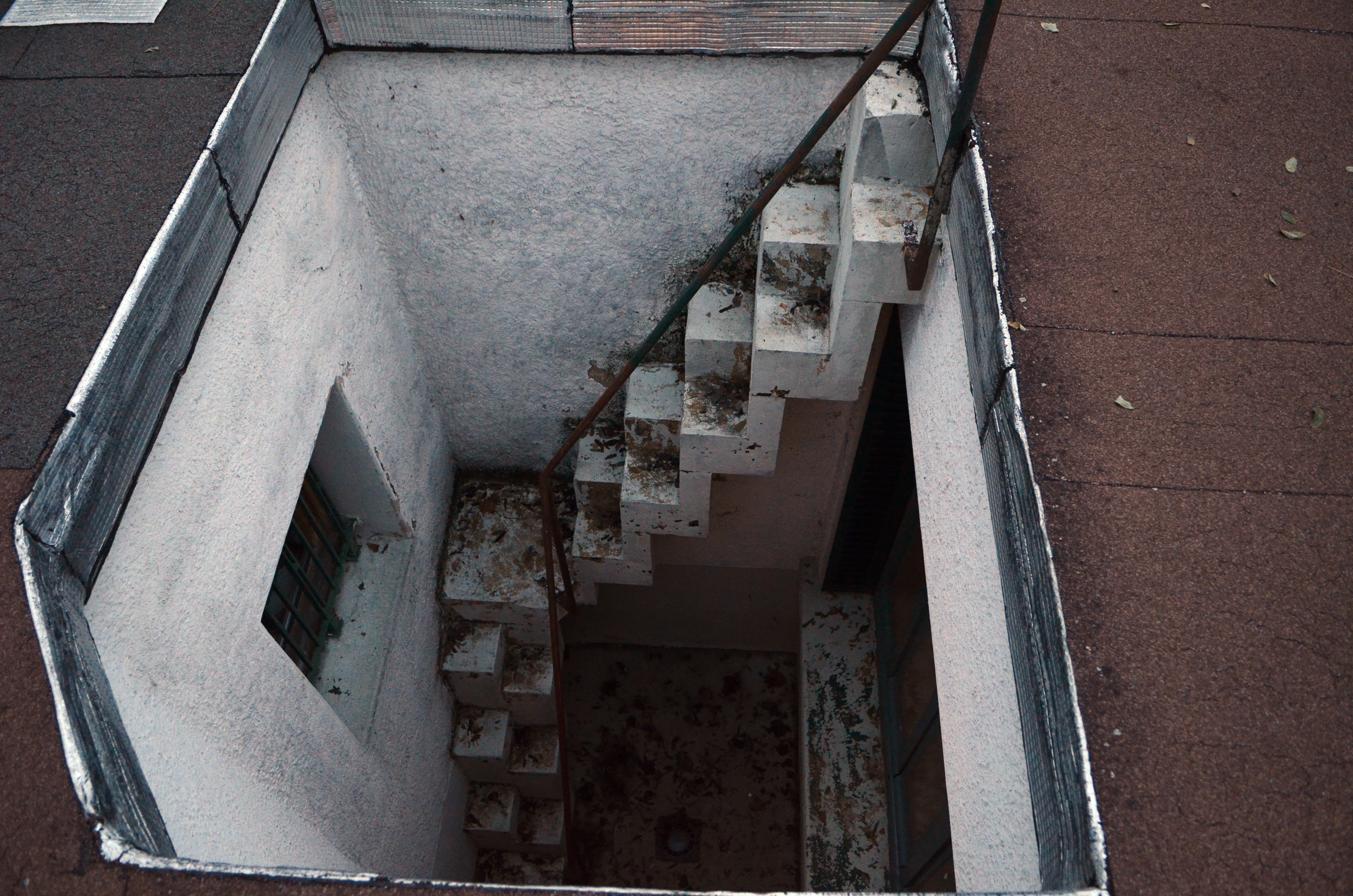